# Ritzefeld-Gymnasium Stolberg
Das Ritzefeld-Gymnasium Stolberg, amtlich Städt. Ritzefeld Gymnasium, ist eines von zwei Gymnasien in der Stadt Stolberg in der Städteregion Aachen. Es hat 672 Schülerinnen und Schüler und befindet sich in der Trägerschaft der Stadt. Das Ritzefeld-Gymnasium ist ein Ganztagsgymnasium mit Schwerpunkten in den Bereichen MINT (Mathematik, Informatik, Naturwissenschaften und Technik), Sprachen und Musik.

## Geschichte
Die Schule wurde 1880 von Pfarrer Roland Ritzefeld als städtische höhere Mädchenschule gegründet. Seitdem wurde sie mehrfach umstrukturiert und erhielt je nach Ausrichtung die Namen  „Städtische höhere Mädchenschule“, „Lyzeum“, „Mädchenmittelschule“, „Oberschule für Mädchen“, „Studienanstalt und Lyzeum mit Frauenoberschule“, „Neusprachliches Mädchengymnasium mit Frauenoberschule“ und „Neusprachliches Mädchengymnasium und Gymnasium für Frauenbildung“. Nachdem die Schule seit 1977 die Koedukation eingeführt hatte, wurde sie schließlich auf Antrag des Schülerrats und mit Beschluss vom 11. Juni 1980 des Schulausschusses des Rates der Stadt Stolberg in „Ritzefeld-Gymnasium der Stadt Stolberg Sekundarstufe I und II“ umbenannt.
Die Schule ist untergebracht in einem Gebäudekomplex aus dem Jahr 1970, der in Stahlbeton-Skelettbauweise errichtet wurde. Dieser wurde zu Beginn der 2010er-Jahre grundlegend saniert, wobei unter anderem eine energetische Modernisierung und Verbesserungen des Brandschutzes erfolgten. Das Hauptgebäude wurde dabei sowohl um einen viergeschossigen Anbau erweitert als auch um ein Geschoss ebenfalls in Stahlbeton-Skelettbauweise aufgestockt. Darüber hinaus fand eine Erweiterung der vorhandenen Aula und ein Umbau der ehemaligen Pausenhalle in eine Mensa mit 104 Plätzen einschließlich Küche statt.

## Leitung
Bis zum Ende des Schuljahres 2015/16 war Armin Ochse der Schulleiter. Anschließend übernahm Ulrich Boddenberg die Leitung und wurde zum Schuljahr 2017/18 von Uwe Bettscheider, dem ehemaligen Schulleiter der AFNORTH International School in Brunssum und des Ernst-Moritz-Arndt-Gymnasiums in Bonn, abgelöst.

## Bildungsangebot
Neben dem regulären Unterricht hat das Ritzefeld-Gymnasium einen Schwerpunkt in den MINT-Fächern und ist aufgrund dieses Angebots Mitglied des MINT-EC. Elemente des MINT-Schwerpunkts sind unter anderem ein zusätzlicher MINT-Unterricht in der Klasse 5 und zusätzliche Informatik-Angebote sowie das MILeNa-Projekt zur Förderung des MINT-Lehrernachwuchses.
Ein weiterer Schwerpunkt der Schule liegt auf dem Fachbereich Musik. Neben einer Zusatzstunde Chor in Klasse 5 bietet das Gymnasium zahlreiche Arbeitsgemeinschaften und Ensembles, wie z. B. Chöre, Bläser und Streicher AGs, ein Jugendorchester und eine große Big Band, die Crack Field Stompers, an.
Die Schule beteiligt sich an internationalen Austauschprogrammen. Seit vielen Jahren nehmen Schülerinnen und Schüler an Model United Nations und am Modell Europa-Parlament teil. Darüber hinaus sind Nachhaltigkeitsprojekte und Initiativen zur Förderung des Umweltbewusstseins und der Nachhaltigkeit Teil des Schulprogramms.

## Auszeichnungen
- Zertifiziertes Mitglied des nationalen Excellence-Schulnetzwerkes MINT-EC[10]
- Ausgezeichnet als MINT-freundliche Schule[11]
- Ausgezeichnet als Digitale Schule[11]
- Zertifizierte Schule ohne Rassismus – Schule mit Courage seit 29. März 2012[12]
- Euregio-Profilschule 2016[13] und Euregio-Schule 2023[14]
- Akkreditierte Erasmus+ Schule[15]

## Bekannte Schüler
- Lothar Willms (* 1974), Philologe.
- Tom Keune (* 1975), Schauspieler, von 2000 bis 2011 vorwiegend am Theater, seit 2011 hauptsächlich formatübergreifend in Film und Fernsehen tätig.
- Tim Grüttemeier (* 1980), Politiker (CDU). Ehemaliger Bürgermeister von Stolberg und seit 1. Januar 2019 Städteregionsrat der Städteregion Aachen.
- Patrick Haas (* 1981), Politiker (SPD). Bürgermeister der Stadt Stolberg seit Juni 2019.

## Partnerschulen
Das Ritzefeld-Gymnasium bietet Schüleraustausch mit nachfolgenden Schulen an:
- Collège Felix Buhot in Valognes
- Stedelijk Gymnasium in Leiden
- Spanien Colegio Maristas Santa María in Toledo
- Costa Rica Colegio Humboldt in San José[16]